# Босек, Каролина
Каролина Босек (пол. Karolina Bosiek; род. 20 февраля 2000 года, Томашув-Мазовецки, Лодзинское воеводство) — польская конькобежка, призёр национального чемпионата по конькобежному спорту в Польше. . Участница зимних Олимпийских игр 2018 и 2022 годов.

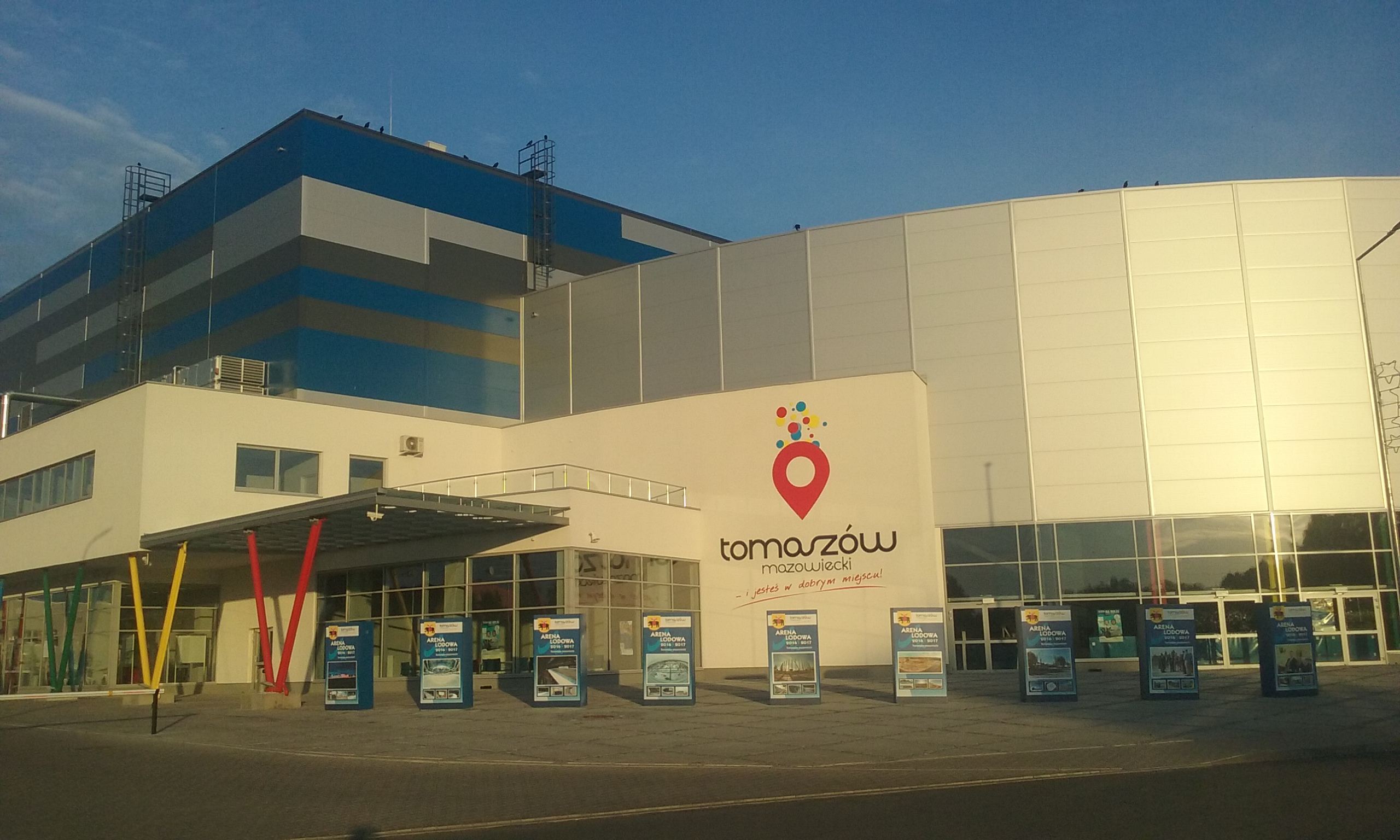
Первый в Польше круглогодичный путь конькобежного спорта в Томашув Мазовецки. Объект, на котором тренируется Каролина Босик

## Биография
Каролина Босек родилась в городе Томашув-Мазовецки, где с 10-летнего возраста, после приглашения подруги начала заниматься роллер спортом. В 2012 году с приходом зимы и невозможностью дальнейшего катания на роликах Босек решила попробовать конькобежный спорт. На данный момент профессионально тренируется на базе клуба «KS Pilica Tomaszow Mazowiecki». Её первым тренером был Мартин Яблонски, сейчас в нацилнальной сборной за её подготовку отвечает известный польский тренер конькобежцев Веслав Кмецик — Кжижтоф Недзведзкий.
В сезоне 2014/15 Босек дебютировала на Кубке мира среди юниоров, где в дальнейшем неоднократно поднималась на подиумы. В то же время она  выступала на юниорских чемпионатах мира с 2016 по 2019 года и выиграла 6 медалей разного достоинства. Бронзовой медалью завершилось выступление Босек на чемпионате мира по конькобежному спорту среди юниоров 2018года, проходившем в американском городе Солт-Лейк-Сити. 27 марта в Олимпийском овале Юты во время командного забега среди женщин польская команда финишировала третьей с результатом 1:29.46 (+0.71). Более высокие места заняли команды из Южной Кореи (1:29.05 (+0.30) — 2-е место) и Нидерландов (1:28.75 — 1-е место).
На зимних Олимпийских играх 2018 года Каролина Босек была самой молодой спортсменкой, представлявшей Польшу и дебютировала в забеге на 1000, 3000 м и командной гонке. 10 февраля 2018 года на Олимпийском Овале Каннына в забеге на 3000 м среди женщин она финишировала с результатом 4:12.44 (+13.23). В итоговом зачёте Босек заняла 16-е место. 14 февраля 2018 года на Олимпийском Овале Каннына в забеге на 1000 м среди женщин она финишировала с результатом 1:18.53 (+4.97). В итоговом зачёте Босек заняла 29-е место. 21 февраля 2018 года на Олимпийском Овале Каннына в командной гонке на 2400 м среди женщин её команда финишировала первой в финале D с результатом 3:03.11. В итоговом зачёте польская команда заняла 7-е место.
В декабре 2018 года она завоевала титул чемпионки Польши в спринтерском многоборье.
В 2020 году Босек завоевала три золотых медали на национальном чемпионате Польши, выиграв на дистанциях 500, 1000 метров и в командном спринте. На чемпионате Европы в классическом многоборье в Херенвене Босек выиграла дистанцию 500 метров, но в итоговом положении заняла 12-е место, а на чемпионате мира на одиночных дистанциях в Херенвене поднялась на 6-е место в масс-старте, на 7-е в беге на 1000 метров и на 5-е в командной гонке.
В начале 2022 года Босек завоевала золотую медаль вместе с подругами в командном спринте на чемпионате Европы на отдельных дистанциях в Херенвене, финишировав со временем 1:27.26 сек. На дистанции 500 метров она заняла 9-е место, на 1000 метров - 7-е место, в масс-старте 8-е, а в командной гонке - 6-е место. В феврале она второй раз участвовала на зимних Олимпийских играх в Пекине, где заняла 17-е места в беге на 1000 метров и масс-старте, а также в командной гонке заняла 8-е место.
В марте 2022 года заняла 8-е место в общем зачёте на чемпионате мира в спринтерском многоборье в Хамаре, а на следующий день взяла серебряную медаль в командном спринте. В финале Кубка мира на дистанции 1000 метров она заняла 7-е место в общем зачёте.

## Личная жизнь
Каролина Босек любит заниматься приготовлением пищи, выпечкой, увлекается ездой на велосипеде.